# 郧阳府学宫
郧阳府学宫是明、清湖北郧阳府的最高学府与祭孔场所，建于明成化十二年（1476年）。现大成殿和南便门尚在。是湖北省仅存的府级学宫建筑。是湖北省文物保护单位、
学宫原先位于郧阳区城关镇南，汉江北岸的坡地上，因南水北调工程而迁移至城关镇沿江大道旁的耿家垭。

## 文物保护情况
2002年11月7日，以“郧阳府学宫大成殿”的名义被湖北省人民政府列为第四批湖北省文物保护单位。
其保护范围为：郧阳府学宫大成殿及周围一定范围。东南面至棂星门外10米挡土墙，西北面至朝圣祠后挡土墙，东北面至大成殿右侧厢房后挡土墙，西南面至大成殿左侧厢房后挡土墙。
其建设控制地带为：以大成殿为中心向外延伸，东南面至209国道边为界，西北面至朝圣祠后山脊顶部，东北面至大成殿右侧厢房后山脊顶部，西南面至大成殿左侧厢房后山脊顶部。